# Emarginula dentigera
Emarginula dentigera är en snäckart som beskrevs av Angelo Heilprin 1889. Emarginula dentigera ingår i släktet Emarginula och familjen nyckelhålssnäckor. Inga underarter finns listade i Catalogue of Life.